# Solgen
Solgen (uttal [¹sɔljɛn]) är en sjö i Eksjö kommun och Vetlanda kommun i Småland och ingår i Emåns huvudavrinningsområde. Sjön är 20 meter djup, har en yta på 21,6 kvadratkilometer och befinner sig 194 meter över havet. Vattnet rinner ur Solgen genom Solgenån (kallas även Skedeån) som i sin tur mynnar i Emån vid Holsbybrunn. Sjön är ganska näringsrik och har lätt färgat vatten.
Skedesjön stod tidigare i förbindelse med Mycklaflon, Stora Bellen och Solgen. Sjöarna användes tidigare för flottning. Timret fördes till Sjöbron vid Skedesjön där bron var för låg för att tillåta passage av stockarna och fraktades med häst sista biten till Hults järnvägsstation. I början av 1900-talet trafikerades Solgen av en liten ångbåt med pråmar. Den användes även fram till 1925 för transporter av arbetare från Värne till Markestad. Tegelbruket vid Skälsnäs i norra änden av Solgen hämtade vintertid sand och lera från ett område i södra änden av sjön och transporterade den över isen till Skälsnäs. Sjöarna sänktes på 1920-talet varvid passage mellan dem kom att hindras.

## Delavrinningsområde
Solgen ingår i delavrinningsområde (638124-145925) som SMHI kallar för Utloppet av Solgen. Delavrinningsområdets medelhöjd är 210 meter över havet och ytan är 86,78 kvadratkilometer. Räknas de 44 delavrinningsområdena uppströms in blir den ackumulerade arean 620,95 kvadratkilometer. Delavrinningsområdets utflöde Emån mynnar i havet. Delavrinningsområdet består mestadels av skog (50 %) och jordbruk (15 %). Avrinningsområdet har 21,67 kvadratkilometer vattenytor vilket ger det en sjöprocent på 24,9 %.

## Fiskarter
- Abborre
- Braxen
- Gädda
- Gös
- Lake
- Löja
- Mört
- Sarv
- Sik
- Siklöja
- Sutare
- Vimma
- Ål
- Öring

Det finns även signalkräftor i sjön.